# John Cooper
John Landrum Cooper (n. 7 aprilie 1975), credited profesional ca John L. Cooper, este un muzician american; vocalist, basist și membru co-fondator al formației de rock creștin nominalizată la Grammy Skillet, începând cu anul 1996.